# Гідроксид алюмінію
Гідрокси́д алюмі́нію Al(OH)3 — безбарвна порошкоподібна речовина. У воді практично не розчиняється. 

## Отримання
Він утворюється при дії лугу на розчин солей алюмінію у вигляді драглистого осаду:
AlCl3 + 3NaOH → Al(OH)3 ↓ + 3NaCl
При обережному просушуванні Al(OH)3 можна одержати в сухому стані. При сильному прожарюванні він розкладається:
2Al(OH)3 → Al2O3 + 3H2O

## Хімічні властивості
Будучи амфотерним, гідроксид алюмінію взаємодіє як з кислотами, так і з лугами:
Al(OH)3 + 3HCl → AlCl3 + 3H2O
Al(OH)3 + NaOH → NaAlO2 + 2H2O
Ті незначні кількості Al(ОН)3, що розчиняються у воді, дисоціюють і за основним і за кислотним типом:
Al3+ + 3ОН- ←→ Al(OH)3 ←→ 3H+ + AlO3-
3
Кислота H3AlO3 називається ортоалюмінатною. Вона дуже нестійка і легко втрачає частину води, перетворюючись у метаалюмінатну кислоту:
H3AlO3 → HAlO2 + H2O
Солі походять зазвичай від метаалюмінатної кислоти і називаються алюмінатами (метаалюмінатами), наприклад NaAlO2 метаалюмінат натрію.